# Неогеографія
Неогеографія — нове покоління засобів і методів роботи з геопросторовою інформацією, відмінних від попередніх (карт і географічних інформаційних систем (ГІС)), що відрізняється трьома основними ознаками:
- використанням географічних систем координат, а не картографічних проєкцій;
- застосуванням растрового, а не векторного представлення географічної інформації як основного;
- використанням відкритих гіпертекстових форматів представлення геоданих.

Термін неогеографія отримав широке поширення після появи в 2005 р. принципово нового геопросторового сервісу Google Earth, що радикально відрізнявся від колишніх звичайних та цифрових географічних карт, глобусів і географічних інформаційних систем (ГІС).
Новизна підходу, вже реалізованого на практиці в Google Earth, потребувала пояснення — тим більше що нової якості було досягнуто без використання яких-небудь нових, невідомих досі технологій. Для фіксації нової якості знадобився спеціальний термін — Неогеографія, який набув широку популярність і визнання серед фахівців після виходу в світ наприкінці 2006 р. книги Ендрю Тернера «Вступ до неогеографії» (Introduction to Neogeography). Історія вживання терміна «Неогеографія» в інших значеннях простежується аж до 1920-х років.
Принципи неогеографії припускають відмову від умовностей, неминучих у картографічному методі роботи з геопросторовою інформацією та провідних до непереборних аберацій сприйняття. Вони обумовлені, зокрема:
- проєціюванням всієї повноти інформації на будь-яку поверхню (карти, глобуси, і т. д.);
- віднесенням вихідної інформації до обмеженої кількості умовним категорій (шарів) даних;
- принциповим поділом топографічних і географічних продуктів.

Основою принципу неогеографії є перехід до використання нередукованих наборів даних. Інформація зберігається вже не у вигляді проєкції її на будь-що, але в геоцентричній системі координат, що має «фізичний» сенс і забезпечує повноту тривимірного представлення даних, всеракурсного, поєднання глобальності і детальності. Новий принцип, зрозуміло, не означає відмови від карт або від картографічної інформації взагалі. І карти, і картографічні продукти можуть входити в нові інформаційні середовища як один з їх елементів.
Неогеографія дає користувачеві можливість довільним чином вибирати ракурси (і ступінь детальності, що визначається ними) перегляду інформації, плавно переходячи при цьому від одного ракурсу до іншого в міру необхідності. При цьому стає можливим використовувати в роботі з даними ракурси, неможливі і безглузді в рамках картографічної парадигми — наприклад, орієнтовані в протилежний поверхні Землі бік.
При цьому забезпечується природне і метрично точне уявлення тривимірного простору без його редукції до якої-небудь поверхні. Користувач продуктів і сервісів, у яких реалізований принцип неогеографії — так званих «геоінтерфейсів» — отримує можливість опинитися «всередині» даних, а не тільки сприймати їх «зовні», як у рамках картографічного підходу.
Основним носієм інформації в геоінтерфейсах виступають дані дистанційного зондування — зокрема, космічні та аерознімки та інші документально точні зображення, що дозволяють формувати образ місцевості в дуже широкому діапазоні масштабів. Вони служать при цьому контекстом, за допомогою якого користувачі можуть створювати власні, тривимірні і чотиривимірні (динамічні тривимірні) моделі подій, процесів і об'єктів.
В англомовній літературі є недосить конкретні означення термину. Відомі такі означення:
1. неогеографія є набором методик і засобів, що виходять за рамки «класичних» геоінформаційних систем (ГІС). (Wikipedia, 2007)
2. неогеографія об'єднує воедино складні технології картографії та ГІС і робить їх доступними для користувачів і розробників. (A. Turner, 2006)
3. неогеографія — це «нова географія» епохи Web 2.0, яка передбачає, що контент створюється самими користувачами, як правило, не географами-професіоналами. «What is neogeography anyway?»

Класичним і найбільш відомим прикладом рішень, виконаних в ідеології неогеографії, є геопортали Google Earth та Google Maps.

## Симпозіуми
17-18 травня 2013 р. в Донецькій області України відбувся семінар «Неогеографія і Метакартосеміотика 2013: знаковий світ Приазов'я». Семінар став черговим етапом розвитку дослідницької програми «Неогеографія і Метакартосеміотика», запропонованої на рубежі 2012–2013 рр. і вперше анонсованої в березні на семінарі, що пройшов у Технопарку Протвино. Сесії семінару пройшли в заповіднику «Кам'яні Могили» на кордоні Донецької та Запорізької областей, а також на березі Азовського моря, в селищі Сєдове — в садибі заповідника «Меотида».
Робоча нарада по неокартографії відбулася в Дрездені 24 вересня 2013 р., в переддень конференції ICC2013.

## Публікації
- Ерёмченко Е. Н. Неогеография: особенности и возможности // Мат. конф. «Неогеография XXI-2008» IX Междунар. форума «Высокие технологии XXI века», Москва, 22-25 апреля 2008 года.
- Байгозин Д. А. и др. Трёхмерная геоинформация в ситуационных центрах виртуального окружения // Мат. конф. «Неогеография XXI-2008» IX Международного Форума "Высокие технологии XXI века, Москва, 22-25 апреля 2008 года.
- Кибальников С. В., Кружалин В. И. Туризм 2.0 и развитие регионов России // Тр. III Междунар. науч.-практ. конф. «Туризм и рекреация: фундаментальные и прикладные исследования», Москва, геофак МГУ, 24-25 апреля 2008 года.
- Дмитриева В. Т. и др. Неогеография: новые подходы к работе с географической информацией // География и экология в школе XXI века. — 2009. — Вып. № 3. — С. 9-16.
- Киселёв С. В. О пользе Неогеографии для налогообложения

## Ресурси Інтернету
- Російський портал «Неогеография»
- «Перше російське місто в Google Earth»
- ORBISMap — платформа відображення супутникових знімків, векторних карт і векторних даних
- Обговорення змістовності терміну «Неогеографія» на форумі Gis-Lab
- блог, багато в чому присвячений Неогео